# Formostenus aciculatus
Formostenus aciculatus är en stekelart som beskrevs av Jonathan 1980. Formostenus aciculatus ingår i släktet Formostenus och familjen brokparasitsteklar. Inga underarter finns listade i Catalogue of Life.